# アカアザタケ
アカアザタケ（赤痣茸、学名: Rhodocollybia maculata）は、林に白い子実体を発生させる中型のキノコ（菌類）。食用キノコ。

## 分布
北半球の針葉樹林および広葉樹林の腐葉土に分布する。

## 形態
傘径は7～12cm。
傘は最初饅頭型で、中高扁平型である。傘は表側の表面は平滑・無毛で、白色からクリーム色の地色に赤褐色のしみがある。成熟するにつれてこのしみが広がり、傷つくことでもしみができる。
傘の縁は初め内側に巻いた状態である。
傘の裏側のヒダは柄と上生から離生する。ヒダは白色で薄く、非常に密である。胞子は5.5～6.5×4.5～5μmで、球形～広楕円形。
柄は中実で、ほぼ上下同大であるが、しばしば捻れる。基部は細い。表面は白色で条線がある。傘同様のシミが現れることがある。肉は白色で苦味があり、かなり厚くてかたい。

## 生態
夏から秋に、モミ・マツなどの針葉樹林及び、ブナ科の広葉樹林内の、落葉や腐葉土の間に子実体が発生する。しばしば菌輪をつくる。

## 名称
- 秋田県:アザキノゴ[2]
- 青森県:ウスニガ[2]

## 利用
手にとると大きさに対して重みがあり、肉がかたく締まっていて、歯切れがいいが、無味で腐葉土臭がする。とはいえ、よく食用になっている。和え物にとてもよく合う。お吸い物、炊き込みご飯、酢の物、煮込み、雑煮、鍋物、フライ、天ぷら、佃煮、コンソメ、煮込み、ピクルス、マリネ、ピラフ、グラタン、ピザ、スープ類、油炒め、煮込み、あんかけなどで食べるのもいい。
しかし食用とされる一方で、人によっては中毒することがある。毒成分は解明されていない。

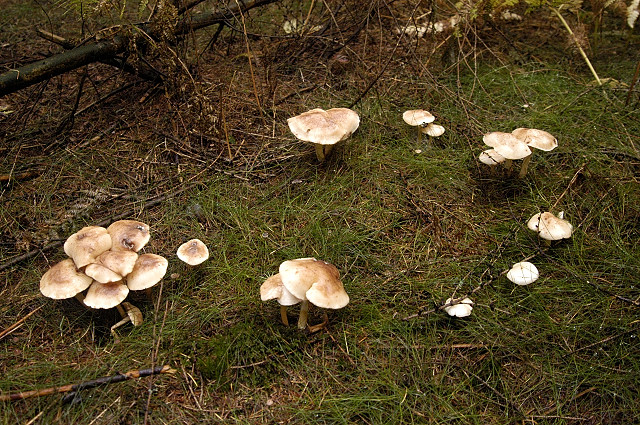

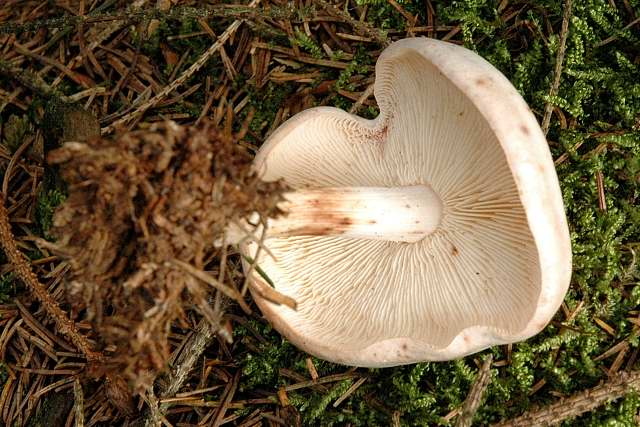